# Associated Whistleblowing Press
Associated Whistleblowing Press (AWP) és una agència d'informació sense ànim de lucre dedicada a publicar i analitzar contingut filtrat. Segons el seu lloc web, la iniciativa té com a objectiu treballar en una estructura de xarxa descentralitzada, amb plataformes locals que s'ocupen de la informació local, el context i els actors en un model «des de les arrels fins a dalt». Les històries produïdes es publiquen en diversos idiomes sota una llicència de Creative Commons. L'equip està format per col·laboradors repartits per tot el món i liderat pels editors Pedro Noel i Santiago Carrión.

## Plataformes descentralitzades
En una estratègia per amplificar l'efecte social de les denúncies, Associated Whistleblowing Press està construint plataformes a diferents països, així com per qüestions concretes o temes problemàtics, establint col·laboracions amb mitjans de comunicació locals i internacionals i organitzacions de la societat civil. Les plataformes creades per a contextos precisos estan destinades a aconseguir objectius específics en matèria de transparència, publicació de material restringit o censurat de significació política, científica, ètica, diplomàtica o històrica.

### Ljost
El 30 de setembre de 2012, AWP va llançar Ljost, la seva primera plataforma local de denúncia d'irregularitats a Reykjavík (Islàndia). El pioner d'Internet Guðmundur Ragnar Guðmundsson, la diputada pirata Birgitta Jónsdóttir i el periodista d'investigació Jon Bjarki van col·laborar en la creació d'aquesta plataforma. La plataforma és una xarxa de periodistes, investigadors i agències de mitjans dedicada a analitzar i publicar el contingut filtrat per fer que els governs i les empreses siguin responsables de les seves accions. El 30 de desembre de 2013 Ljost va publicar uns documents del banc Glitnir que detallaven els seus deutors i grups d'interès, així com la pista corresponent d'alguns dels seus moviments durant els anys 2007 i 2008. Aquesta filtració va posar en evidència que un grup d'individus i empreses amb fortes connexions amb els principals accionistes de Glitnir van prestar grans quantitats de diners en efectiu del banc, sovint amb una garantia insuficient.

### Fíltrala
El 23 d'abril de 2014, AWP va llançar Fíltrala, la seva primera plataforma de denúncia d'irregularitats d'Espanya. En forma part quatre mitjans de comunicació espanyols —La Marea, eldiario.es, Diagonal i Mongolia—, dos mitjans catalans —Crític i La Directa— i la Comissió Anticorrupció del Partit X. Es va crear per oferir una manera segura i anònima per denunciar casos de corrupció i abús de poder de persones, empreses o institucions.

### MéxicoLeaks
El 10 de març de 2015 va néixer MéxicoLeaks, amb el suport de Free Press Unlimited i de l'Associated Whistleblowing Press. Hi formen part els mitjans Proceso, Animal Político i Emeequis, així com les organitzacions Periodistas de a Pie, Más de 131, PODER i la Red en Defensa de los Derechos Digitales. La plataforma garanteix l'anonimat dels reveladors d'informació i pretén «fomentar la participació social i combatre la corrupció».

## Sistema d'enviament
AWP utilitza el programa GlobaLeaks per gestionar els enviaments en línia de material sensible i obliga els seus usuaris a utilitzar el sistema d'anonimat Tor a través d'una plataforma de servei ocult. Cada node s'encarrega de gestionar una bústia virtual, d'analitzar la informació rebuda per transformar-la en notícies, i de coordinar-se dins d'una xarxa local i internacional de mitjans de comunicació i organitzacions abans de publicar-ho.